# Kunya-Urgench
Cet article possède un paronyme, voir Kunya.
Ne doit pas être confondu avec Ourguentch.
Kunya-Urgench ou Kounia-Ourguentch (en turkmène : Köneürgenç ; en persan : کهنه‌گرگانج, Kohna Gūrgānj,  signifiant « vieille Ourguentch »), au Turkménistan, est le site de l’ancienne ville historique d’Ourguentch (persan : گرگانج, Gūrgānj ; arabe : Jurjâniya), qui était la capitale des Khwârazm-Shahs au XIIe siècle. Elle est située au sud de l'Amou-Daria, et était située sur la route de la soie. Elle est distante d'une trentaine de kilomètres de Noukous, capitale de la République du Karakalpakstan en Ouzbékistan.
L'ancienne Ourgentch a sans doute donné son nom à l'organdi, un tissu de mousseline apprêté.
Elle est peut-être la même ville que Gorgo, nommée par Procope de Césarée comme capitale des Hephthalites au Ve siècle. Le grand médecin Ibn Sînâ (Avicenne) et le savant encyclopédiste al-Biruni y séjournèrent à la fin du Xe siècle. Elle fut dévastée en 1220 par les Mongols de Gengis Khan lors de sa conquête de l'empire khwarezmien, puis abandonnée du fait d'un changement de cours de l'Amou-Daria ; la moderne Ourguentch a été recréée à quelque 150 km au sud-est, dans l'actuel Ouzbékistan.
En 2005, les ruines de Kounya-Ourguentch ont été inscrites sur la liste du patrimoine mondial de l'UNESCO. Elle comporte :
- le mausolée d'Il Arslan ;
- le mausolée de Najm-ad-Din al-Kubra ;
- le mausolée de Seid Ahmed ;
- le mausolée de Tekesh (turkmène : Tekeş ?) ;
- le mausolée de Turabek Khanum ;
- le Minaret de Gutluk-Temir (en) (turkmène : Gutlug Timuryň minarasy).

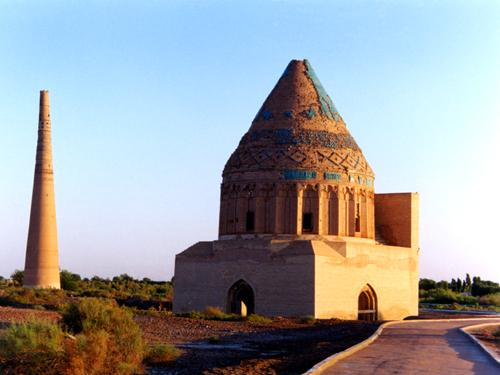
Le minaret vu depuis le mausolée de Tekesh
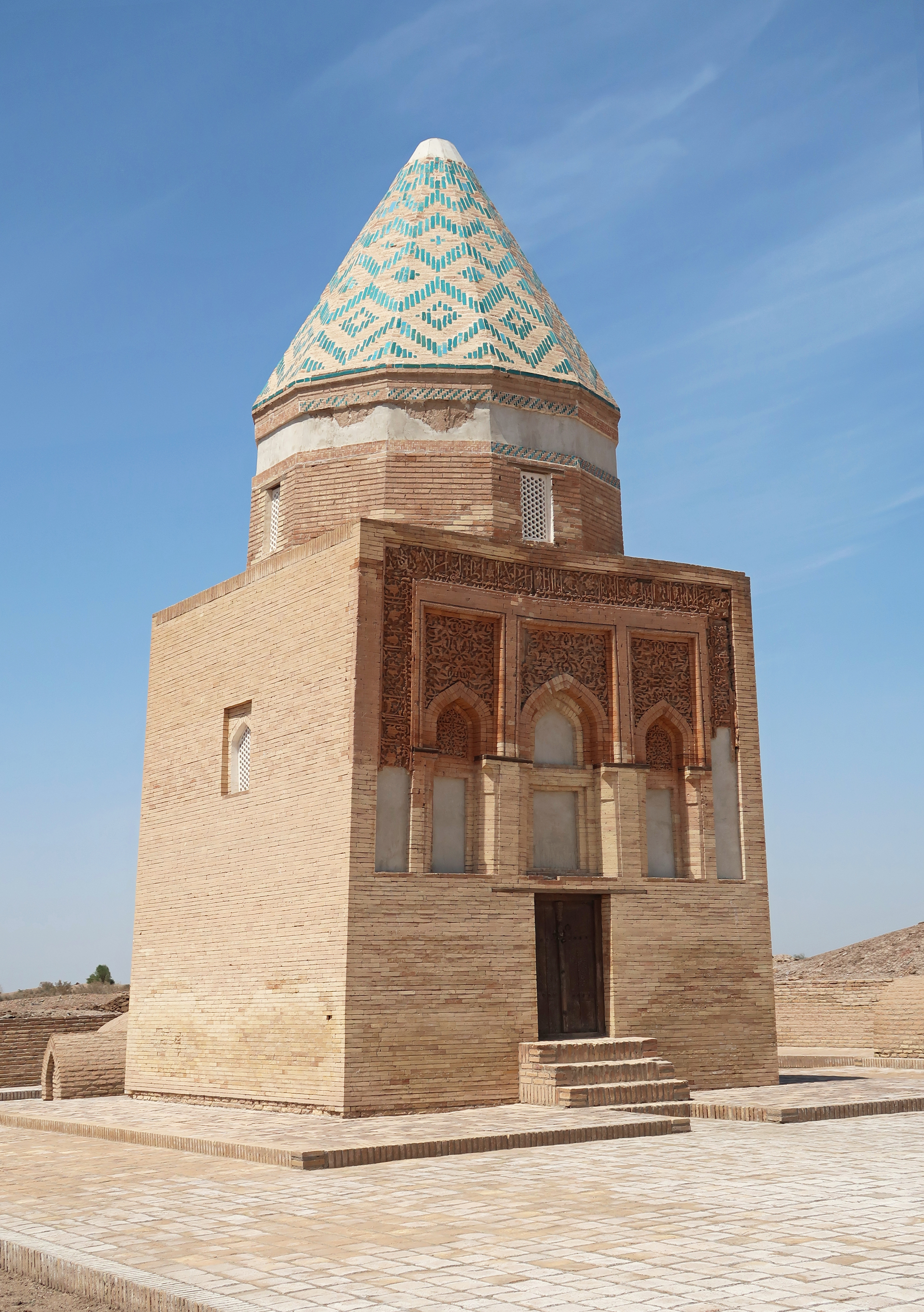
Mausolée d'Il Arslan
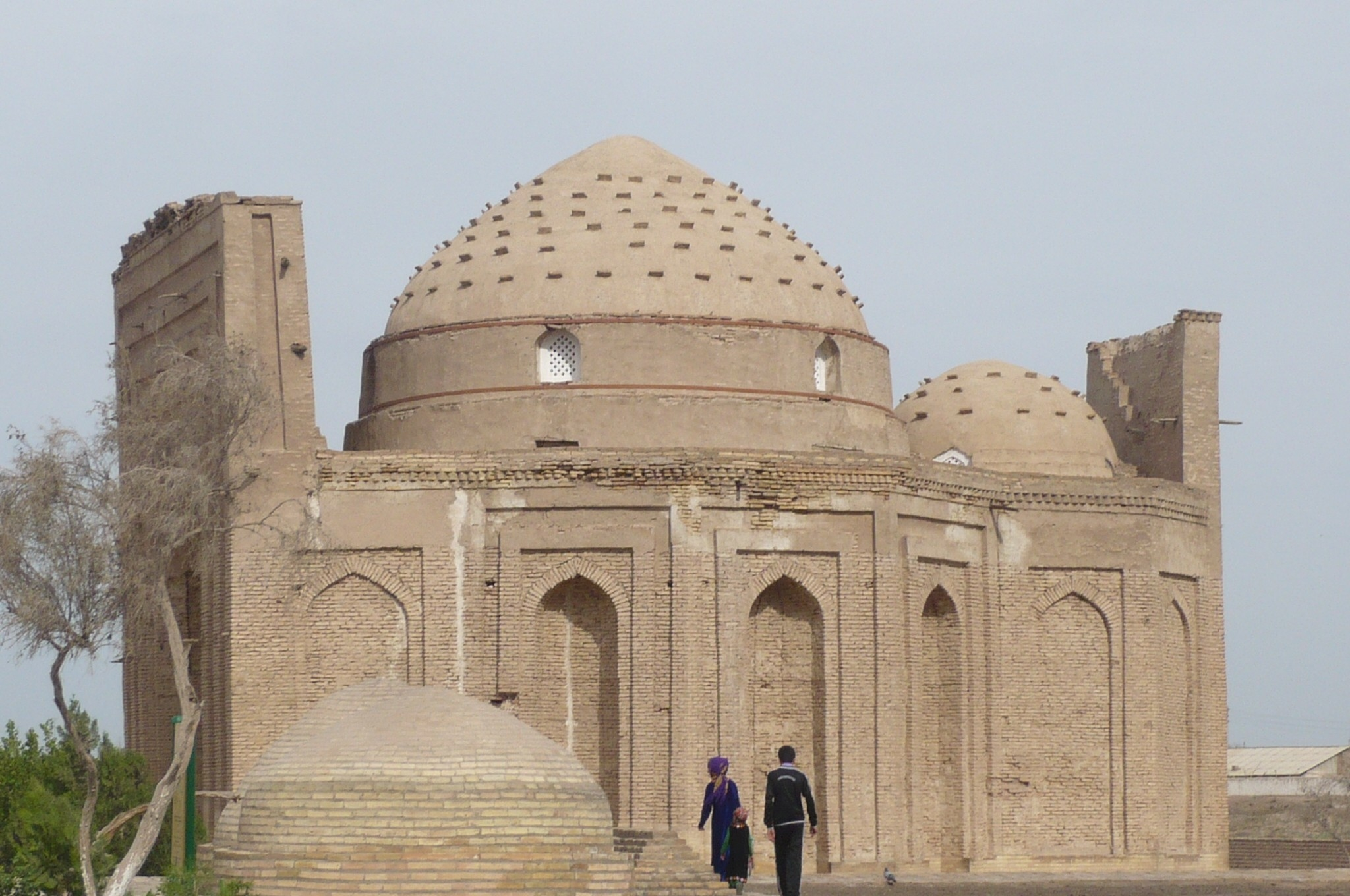
Mausolée de Najm-ad-Din al-Kubra
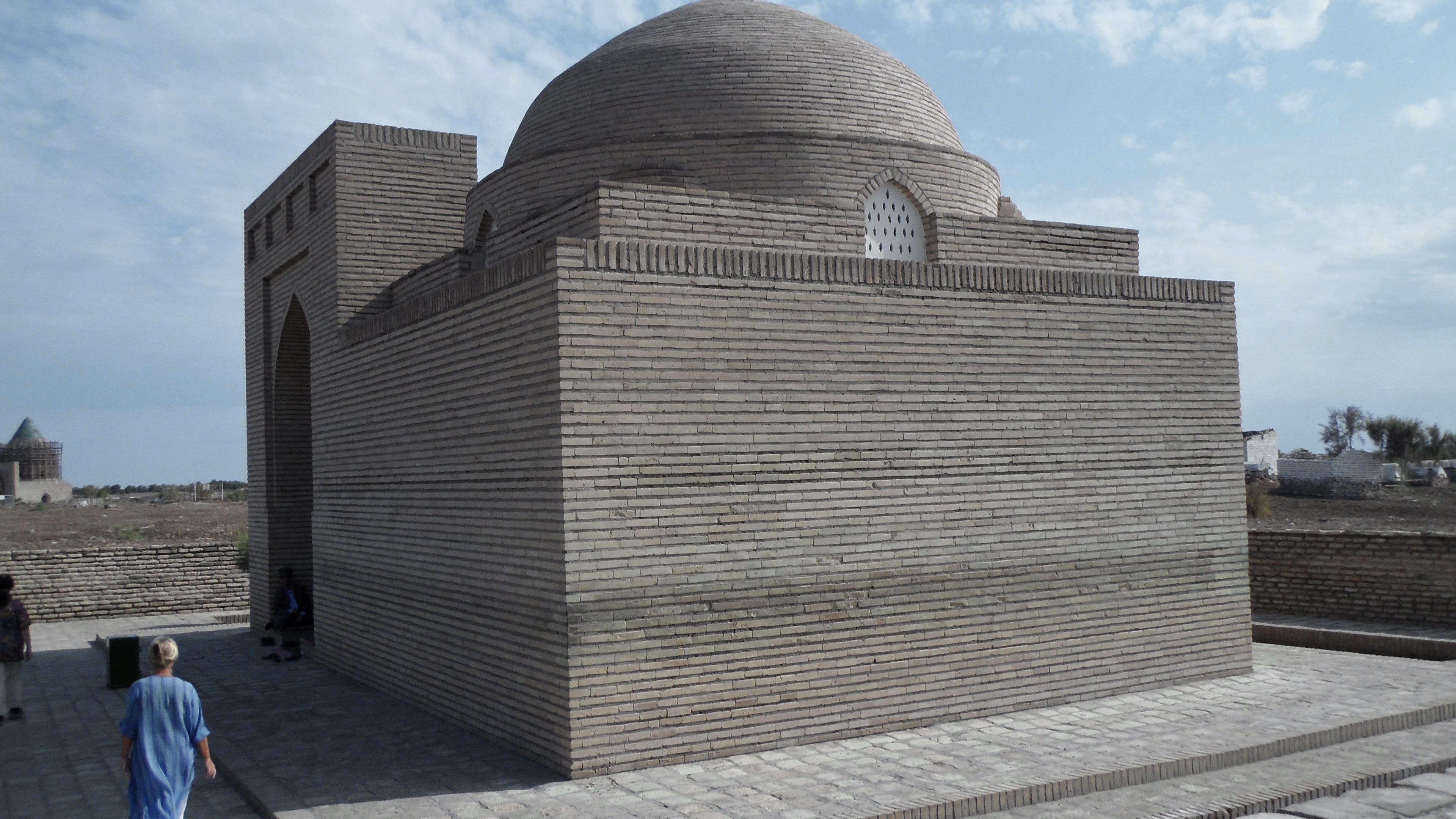
Mausolée de Seid Ahmed
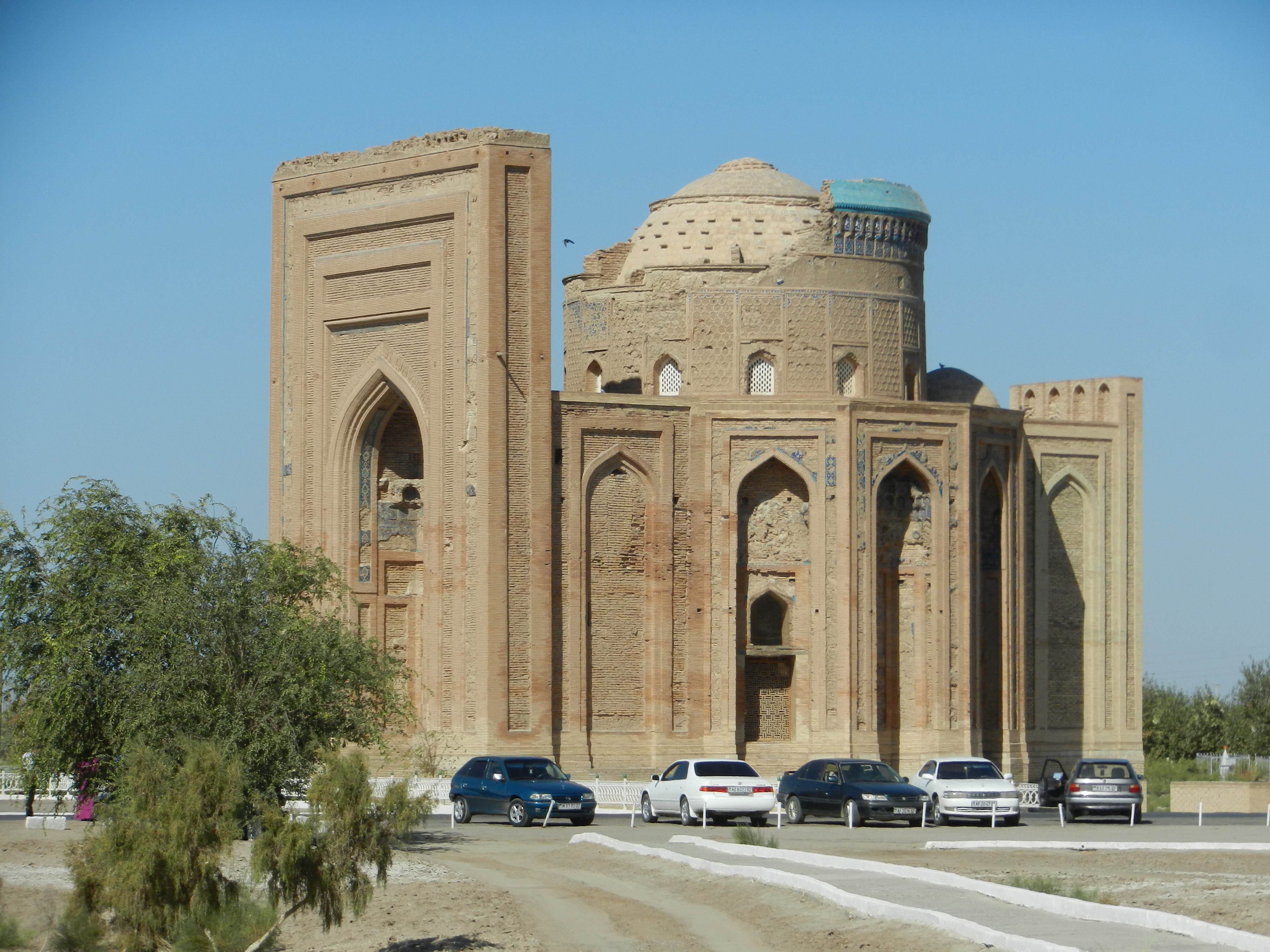
Mausolée de Turabek Khanum